# Пољопривредна школа „Јосиф Панчић” Панчево
Пољопривредна школа „Јосиф Панчић” је средња школа основана 1961. године. Налази се у Панчеву, у улици Новосељански пут 31. Име је добила по Јосифу Панчићу, лекару, ботаничару и првом председнику Српске краљевске академије. 

## Историјат
Основана је 1961. године под именом Техничко-пољопривредно-машинска школа, а настала је спајањем Економске школе за одрасле и Ратарско-тракторске школе. Под називом „Јосиф Панчић” ради од 1. септембра 1993. године, од када образује кадрове за подручје рада у пољопривреди. Педесет година постојања ове установе је обележено 16. априла 2011. године у Културном центру.

## Галерија
- Пољопривредна школа „Јосиф Панчић” Панчево
- Табла са натписом.
- Пољопривредна школа „Јосиф Панчић” Панчево